# Petronila Casado
Petronila Casado (Burgos, España, 31 de mayo de 1860- idem, 16 de marzo de 1915), conocida como “la cieguita" o la “madre de los obreros", fue una importante benefactora burgalesa de las personas necesitadas que llegaría a utilizar su patrimonio para la creación de el “Círculo Católico”.

## Biografía
Nació el 31 de mayo de 1860 y murió el 16 de marzo de 1915. Hija biológica de Policarpio Casado, alcalde de Burgos durante el reinado de Isabel II, proveniente de una familia adinerada. Tuvo una vida dura por culpa de la pérdida de su vista (muy joven con 14 años) seguida de ello una parálisis que la inmovilizó completamente. Esto hizo que necesitara la ayuda de su querida sobrina María Casado que se convirtió en su brazo derecho (se dedicaba a llevarla por las calles y a facilitarla sus necesidades).  
Por su estatus social pudo dedicarse a la beneficencia gracias a su gran admiración por la lectura de los evangelios y de la encíclica. En su testamento constan las cesiones de diversas cantidades de dinero al propio Circulo, Aula de Párvulos y Hospital de San Juan. 
Primero mandó construir un albergue para trabajadores ya jubilados; promovió un nuevo reglamento e intervino activamente en el proyecto de un edificio construido y subvencionado por ella. Finalmente, la sede del Círculo Católico de Obreros se ubicó en la “Calle Concepción”. 

## Ideología
En la polémica que tuvo su hermano Julián Casado con Pablo Iglesias por culpa de los fundamentos católicos del movimiento social se puso a favor de su hermano.

## Reconocimiento
El 5 de noviembre de 1902 se le otorgó el título de hija predilecta de la ciudad (Burgos). La calle Petronila Casado de Burgos está nombrada en su honor.